# اجلاس ۲۰۱۳ گروه ۲۰ سن پترزبورگ
اجلاس ۲۰۱۳ گروه ۲۰ سن پترزبورگ اجلاس سران گروه بیست بود که در سپتامبر ۲۰۱۳ در سن پترزبورگ برگزار شد.

## گالری رهبران

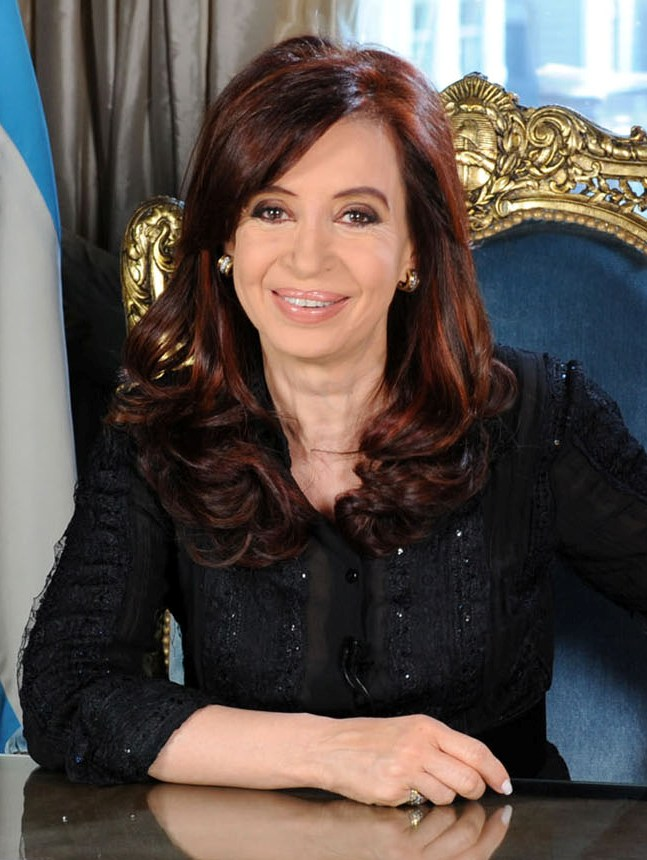
آرژانتین کریستینا فرناندز د کیرشنر، رئیس‌جمهور
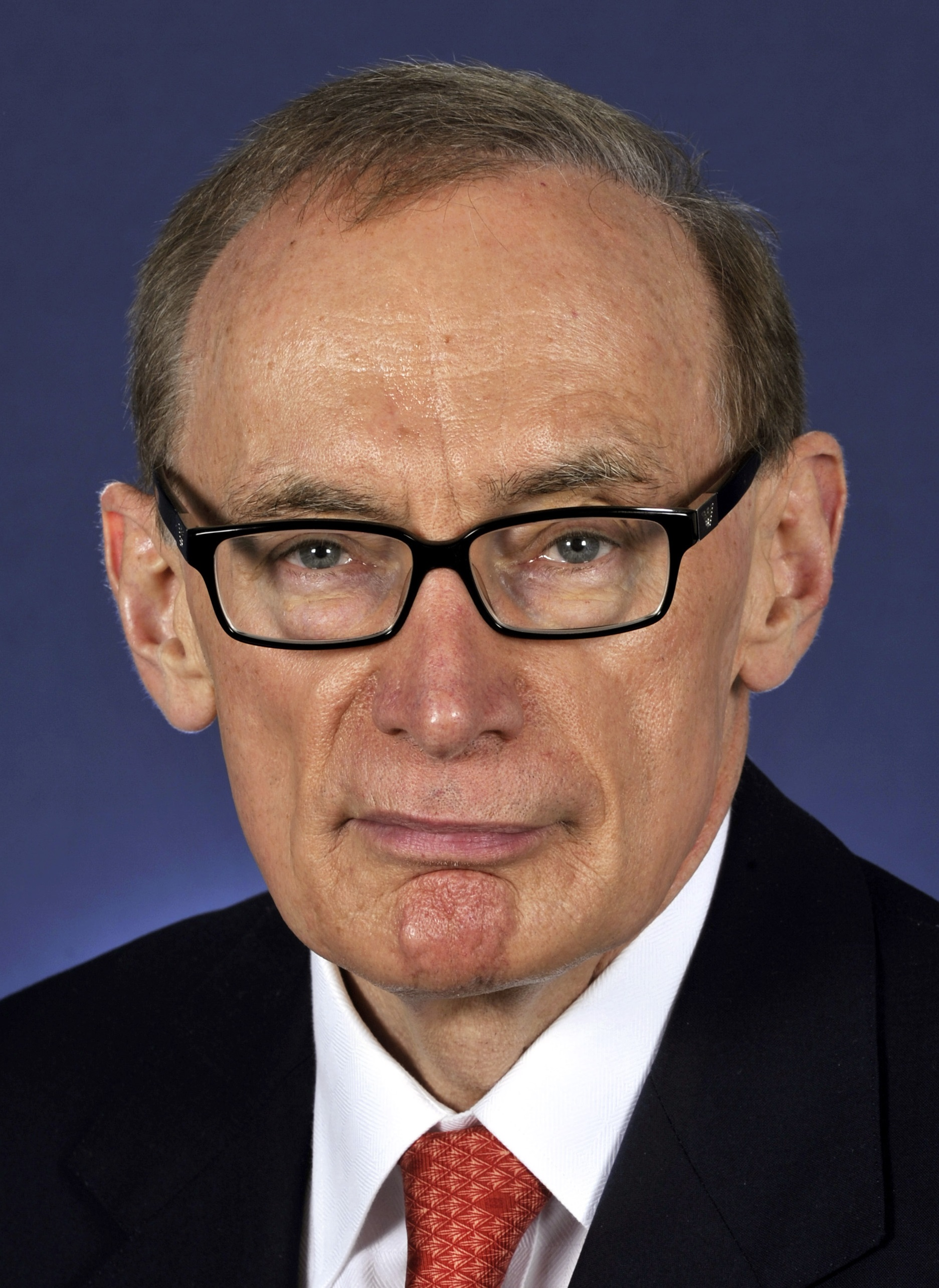
استرالیا باب کار، Minister of Foreign Affairs
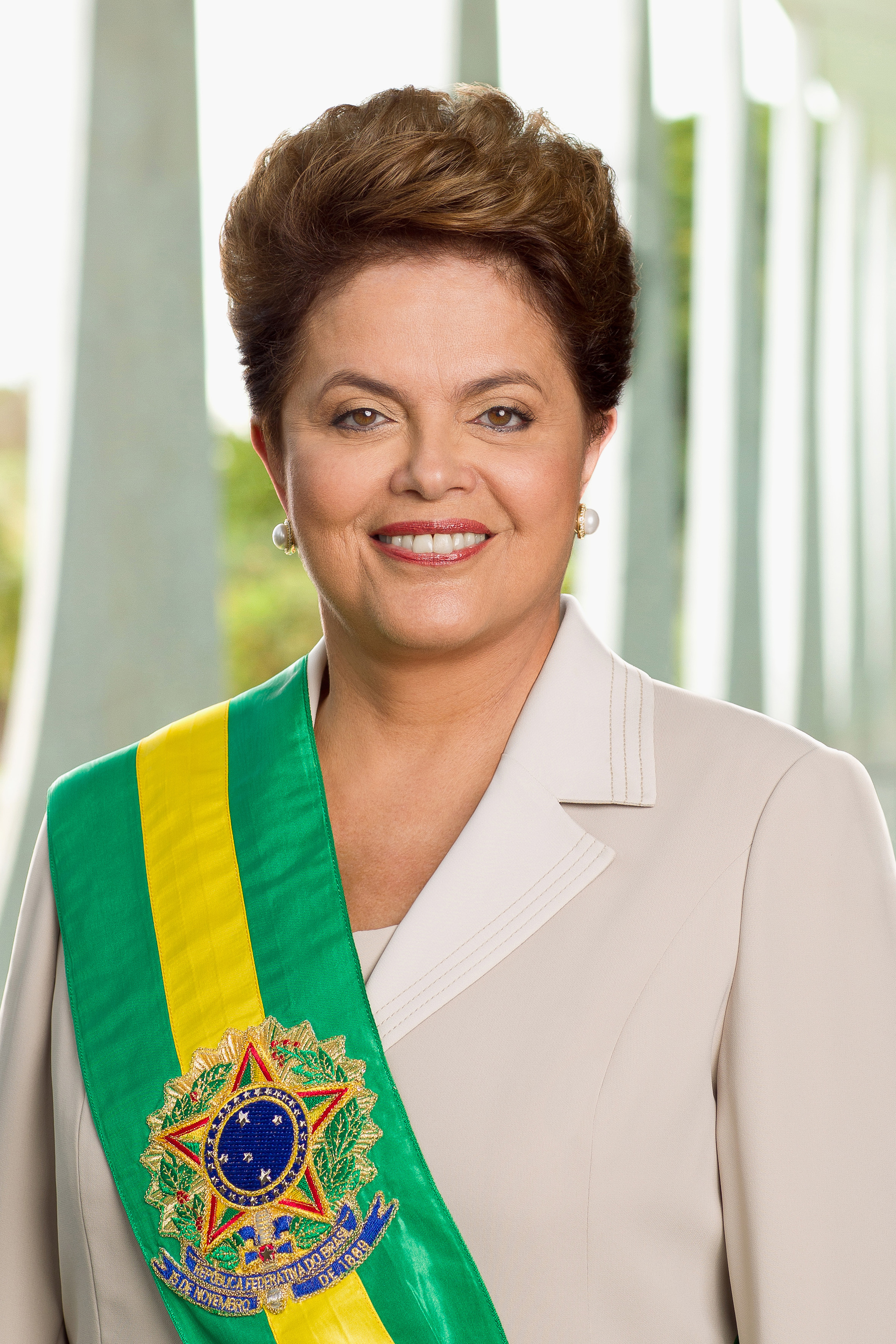
برزیل دیلما روسف، رئیس‌جمهور
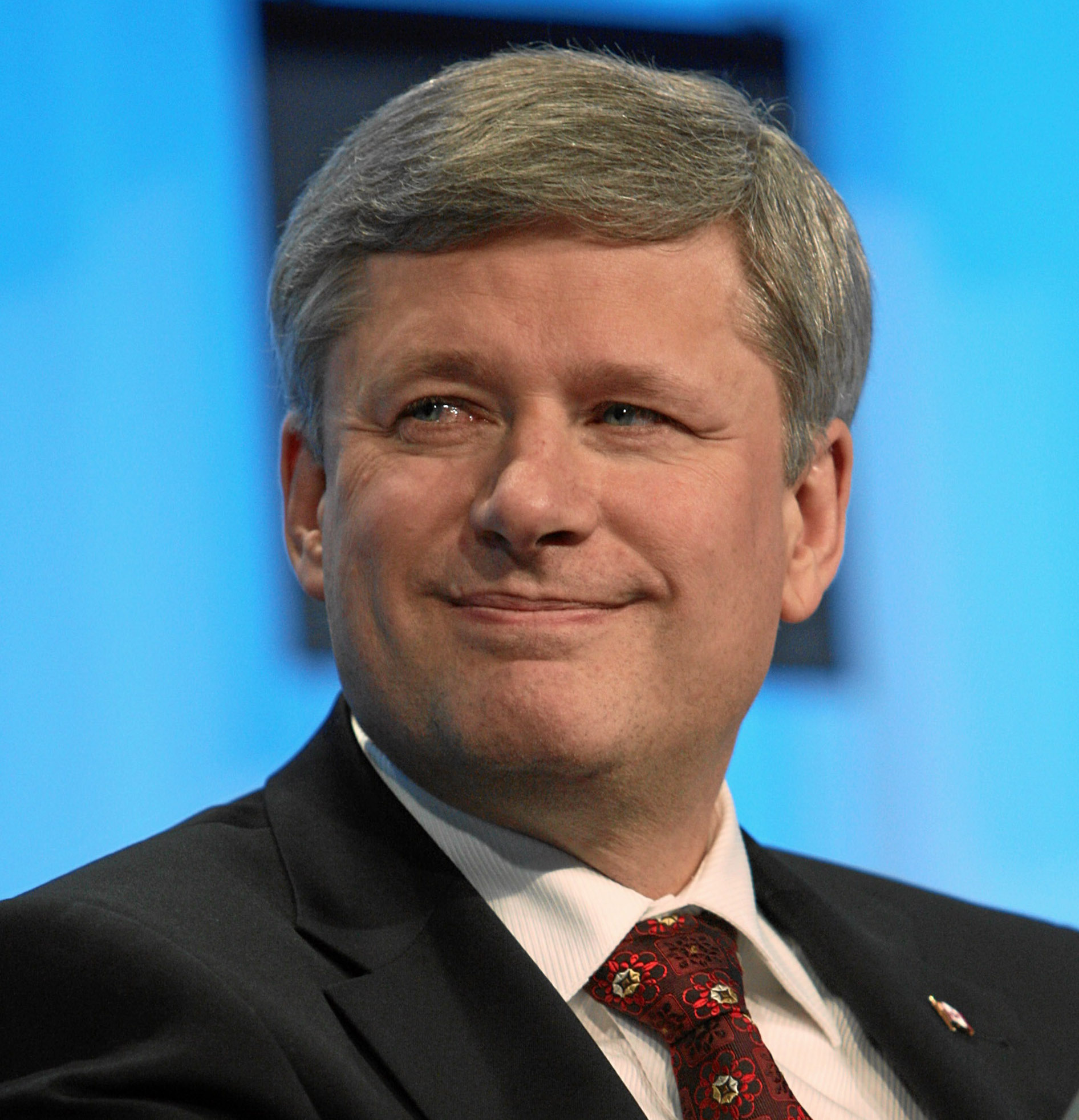
کانادا استیفن هارپر، نخست‌وزیر
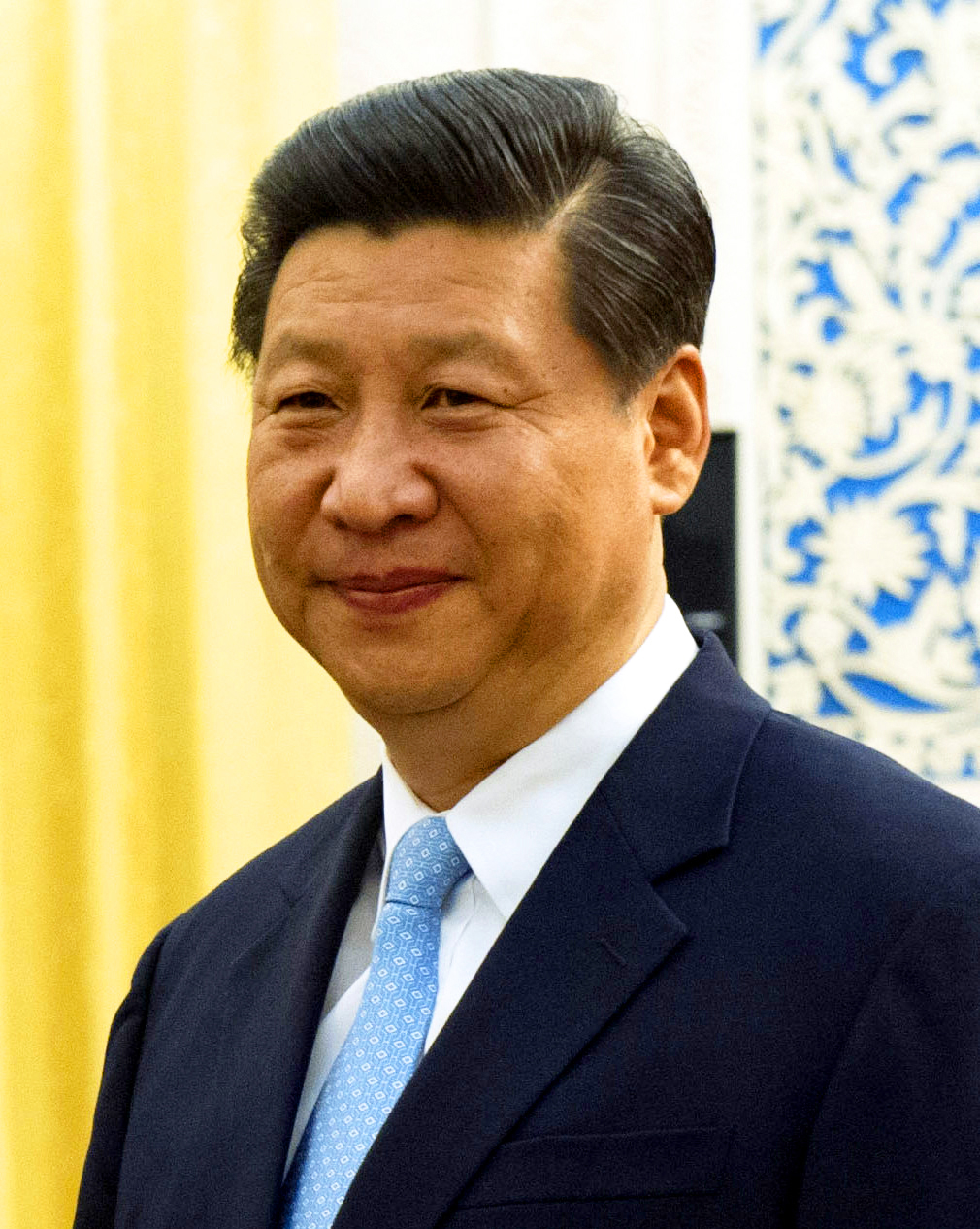
جمهوری خلق چین شی جین پینگ، رئیس‌جمهور
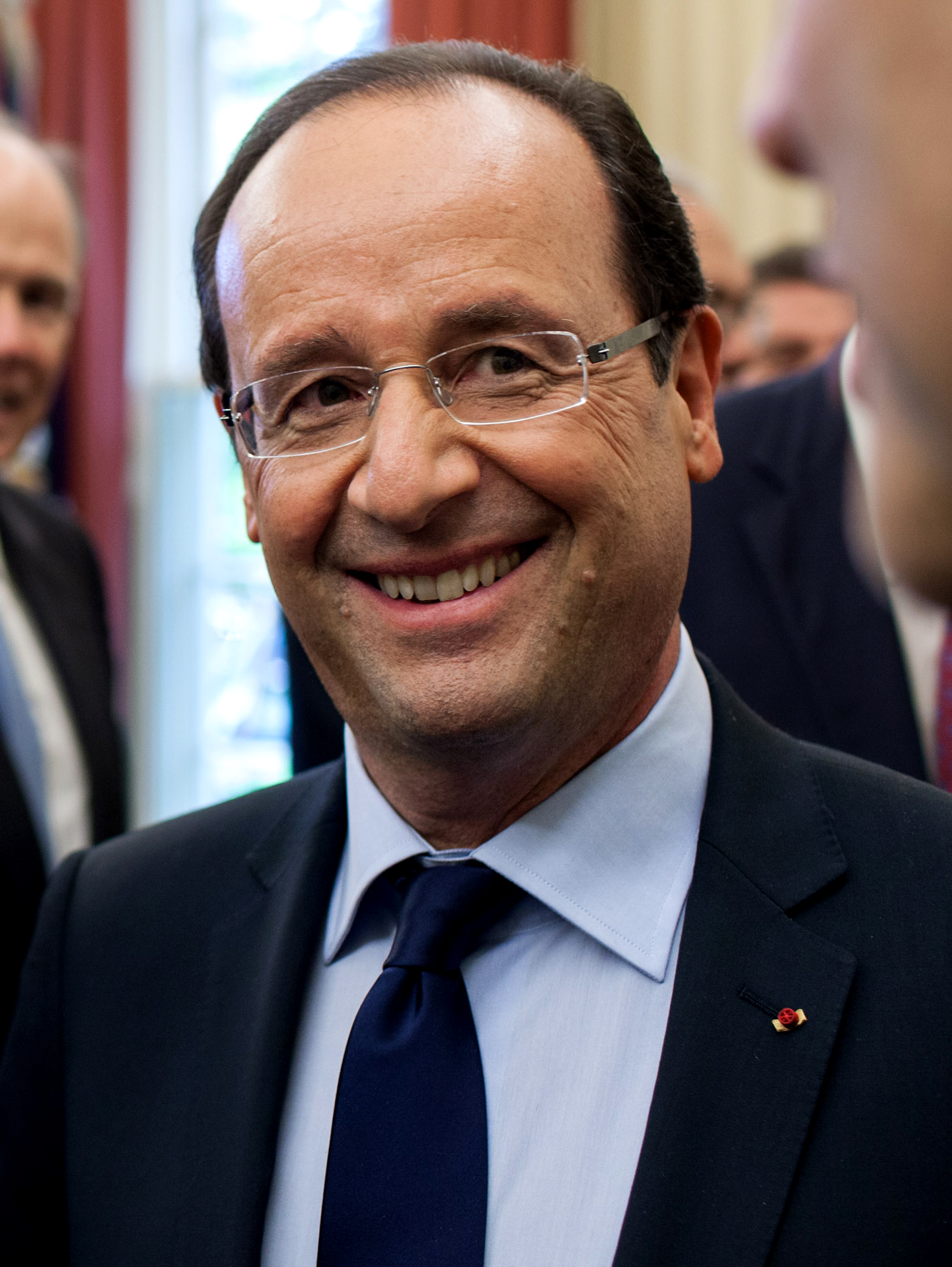
فرانسه فرانسوا اولاند، رئیس‌جمهور
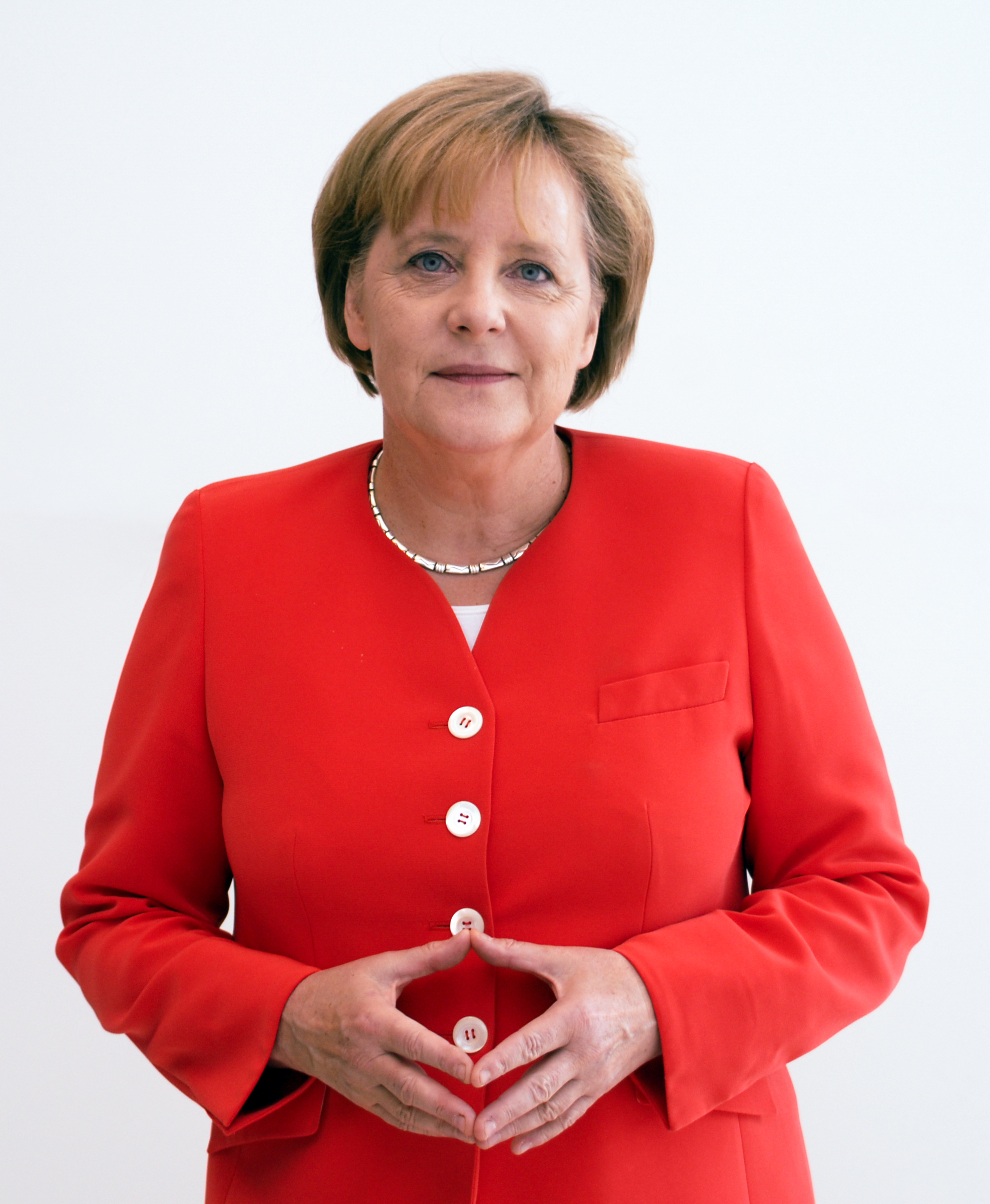
آلمان آنگلا مرکل، صدراعظم
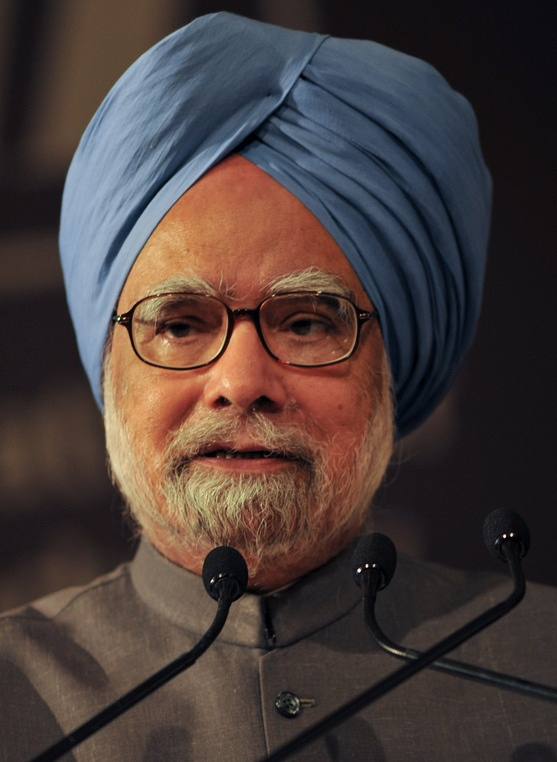
هند مانموهان سینگ، نخست‌وزیر
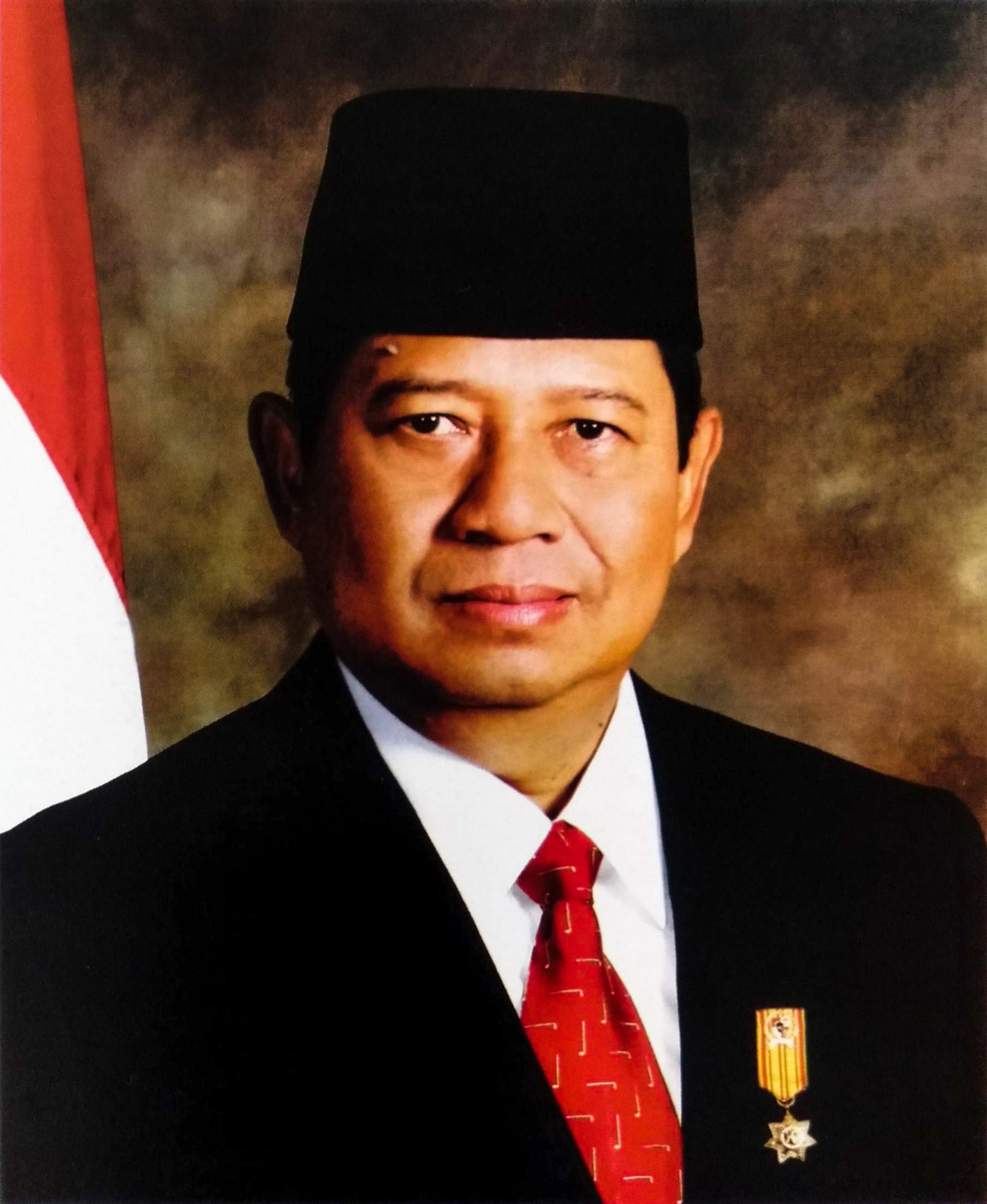
اندونزی سوسیلو بامبانگ یودهویونو، رئیس‌جمهور
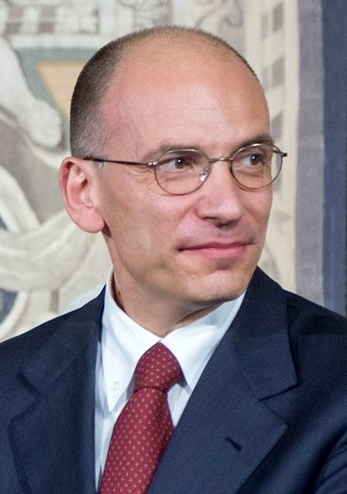
ایتالیا انریکو لتا، نخست‌وزیر
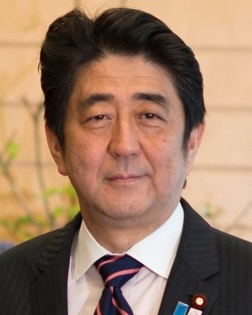
ژاپن شینزو آبه، نخست‌وزیر
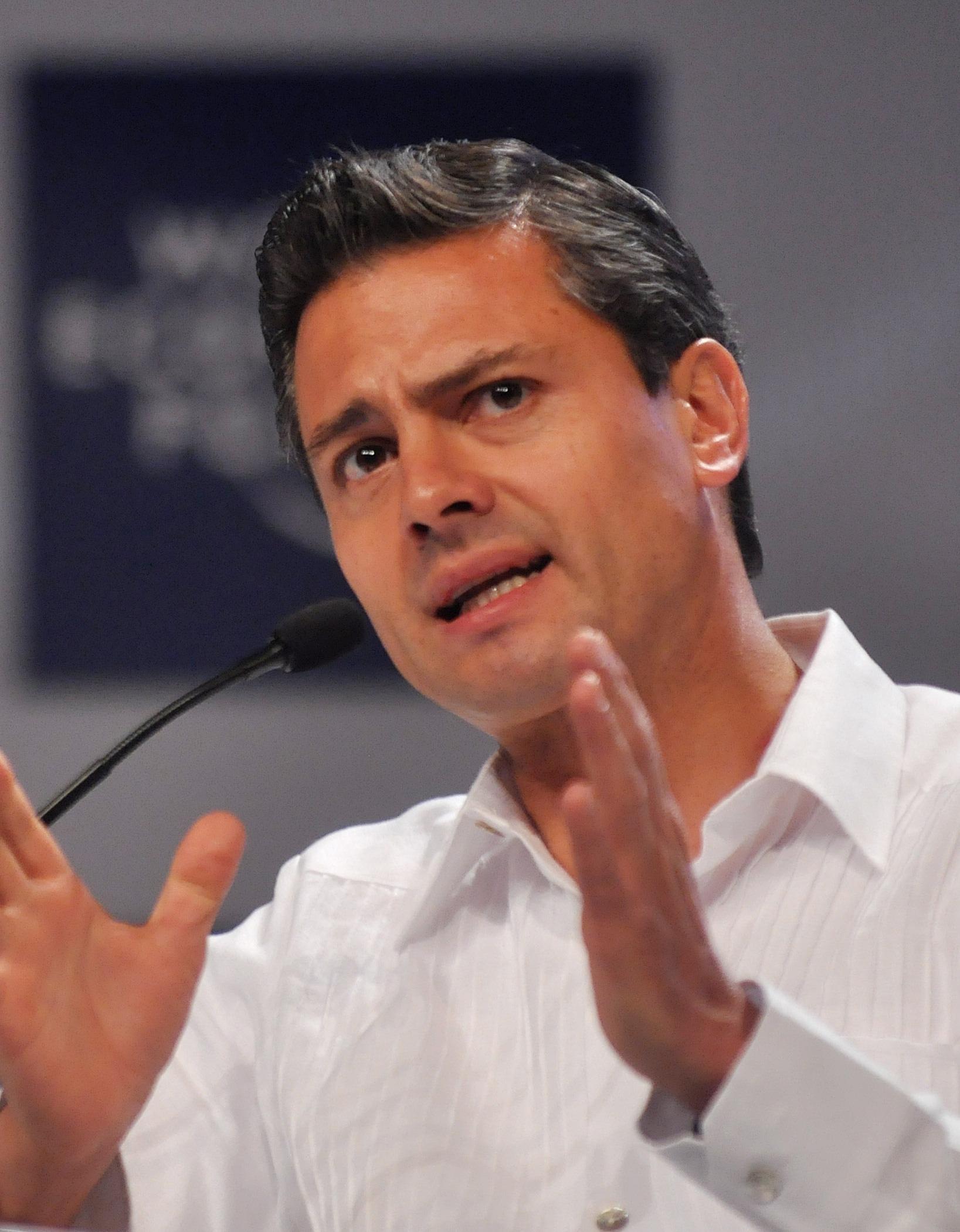
مکزیک انریکه پنانیتو، رئیس‌جمهور
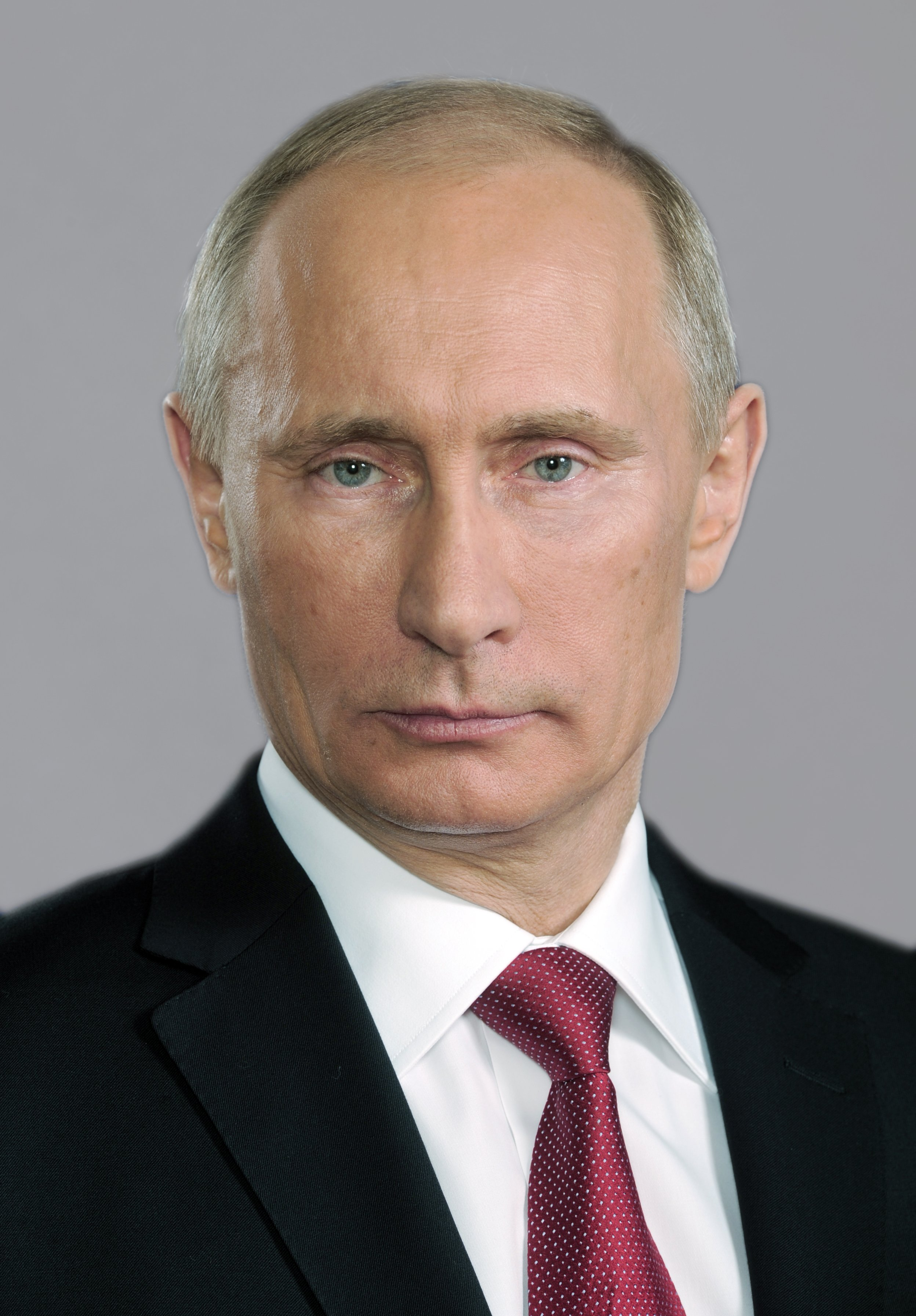
روسیه ولادیمیر پوتین، رئیس‌جمهور
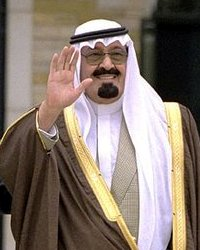
عربستان سعودی عبدالله، پادشاه
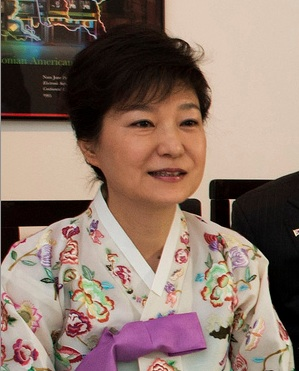
کره جنوبی پاک کوئن‌های، رئیس‌جمهور
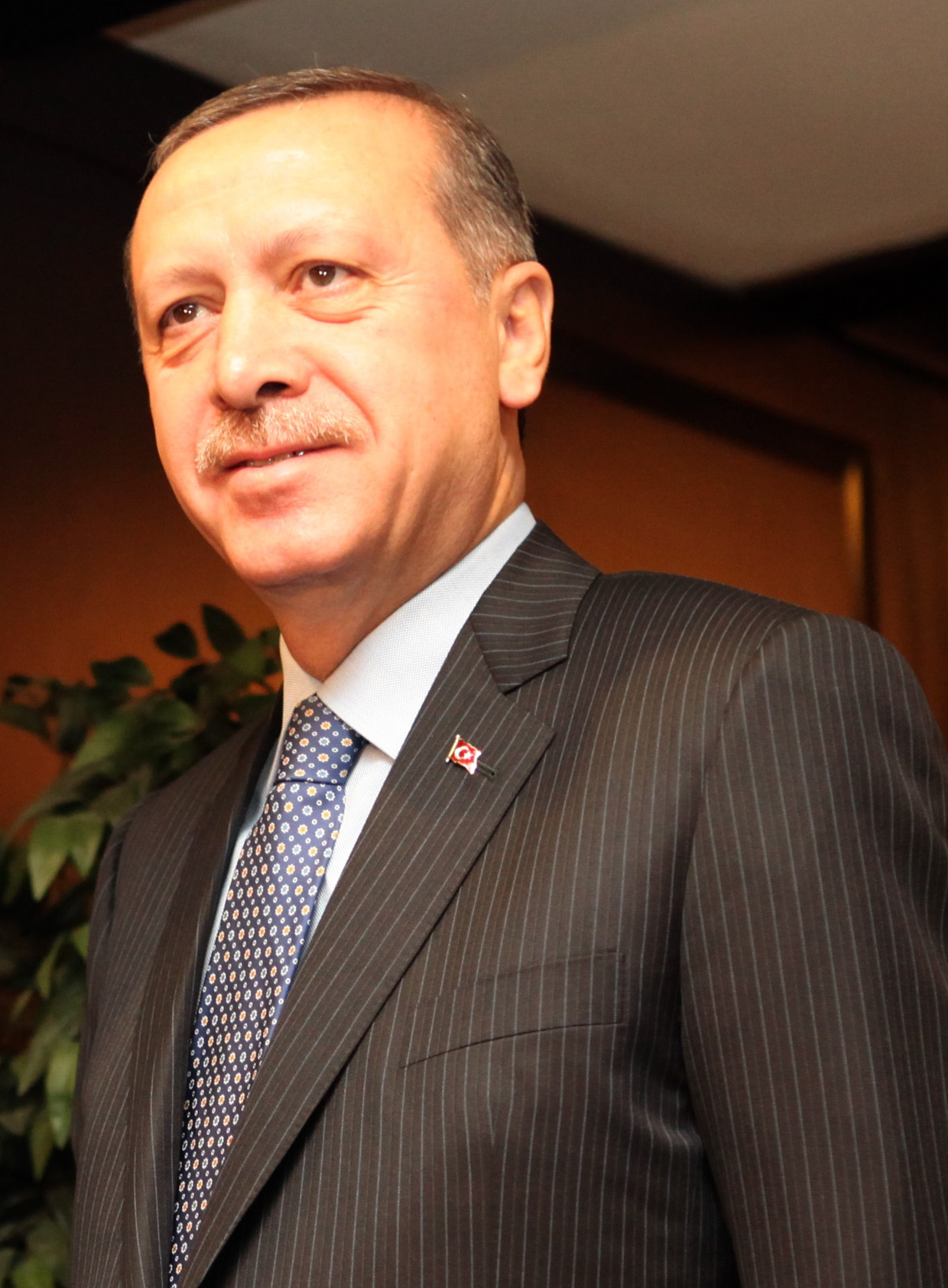
ترکیه رجب طیب اردوغان، نخست‌وزیر
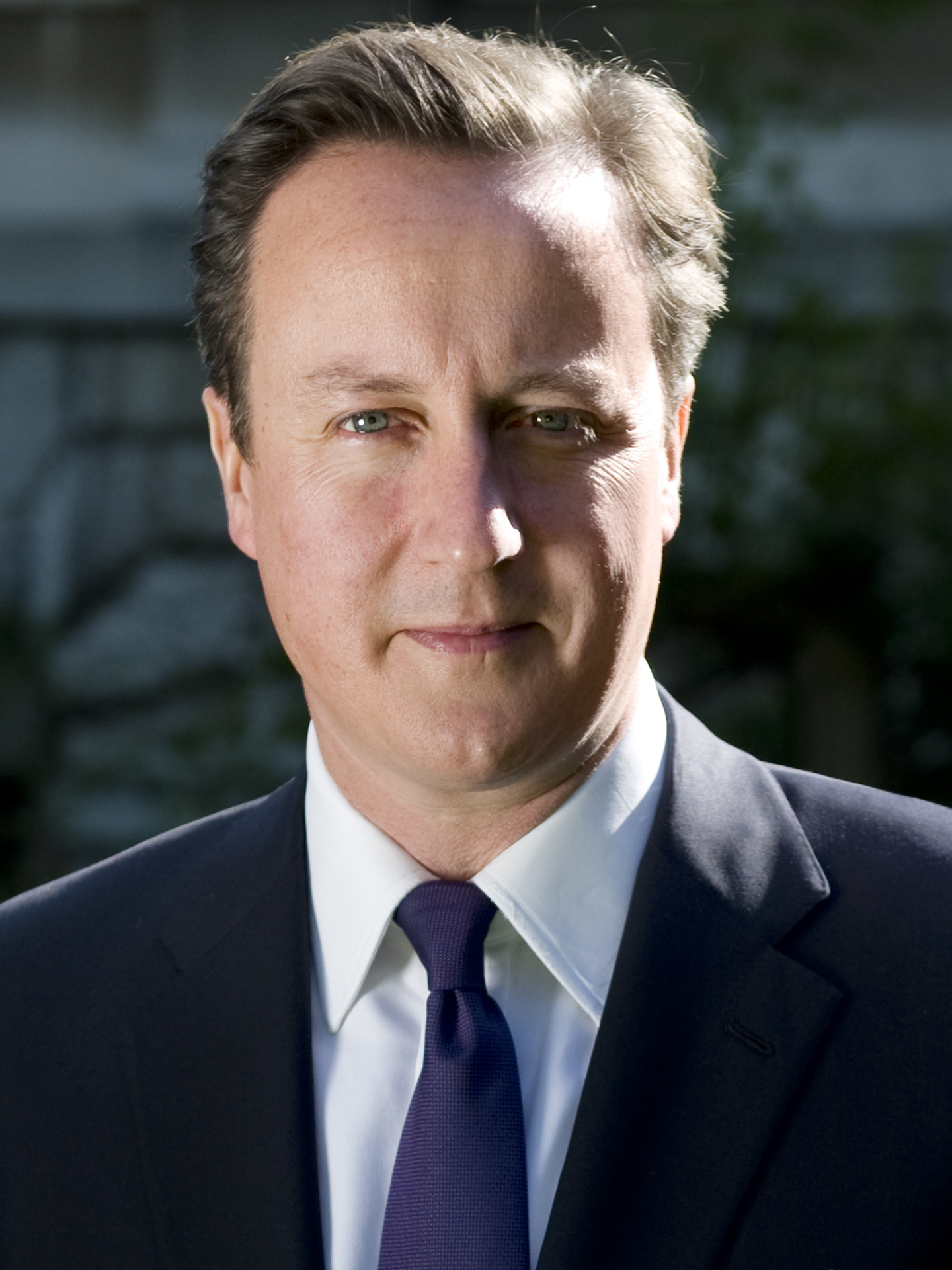
بریتانیا دیوید کامرون، نخست‌وزیر
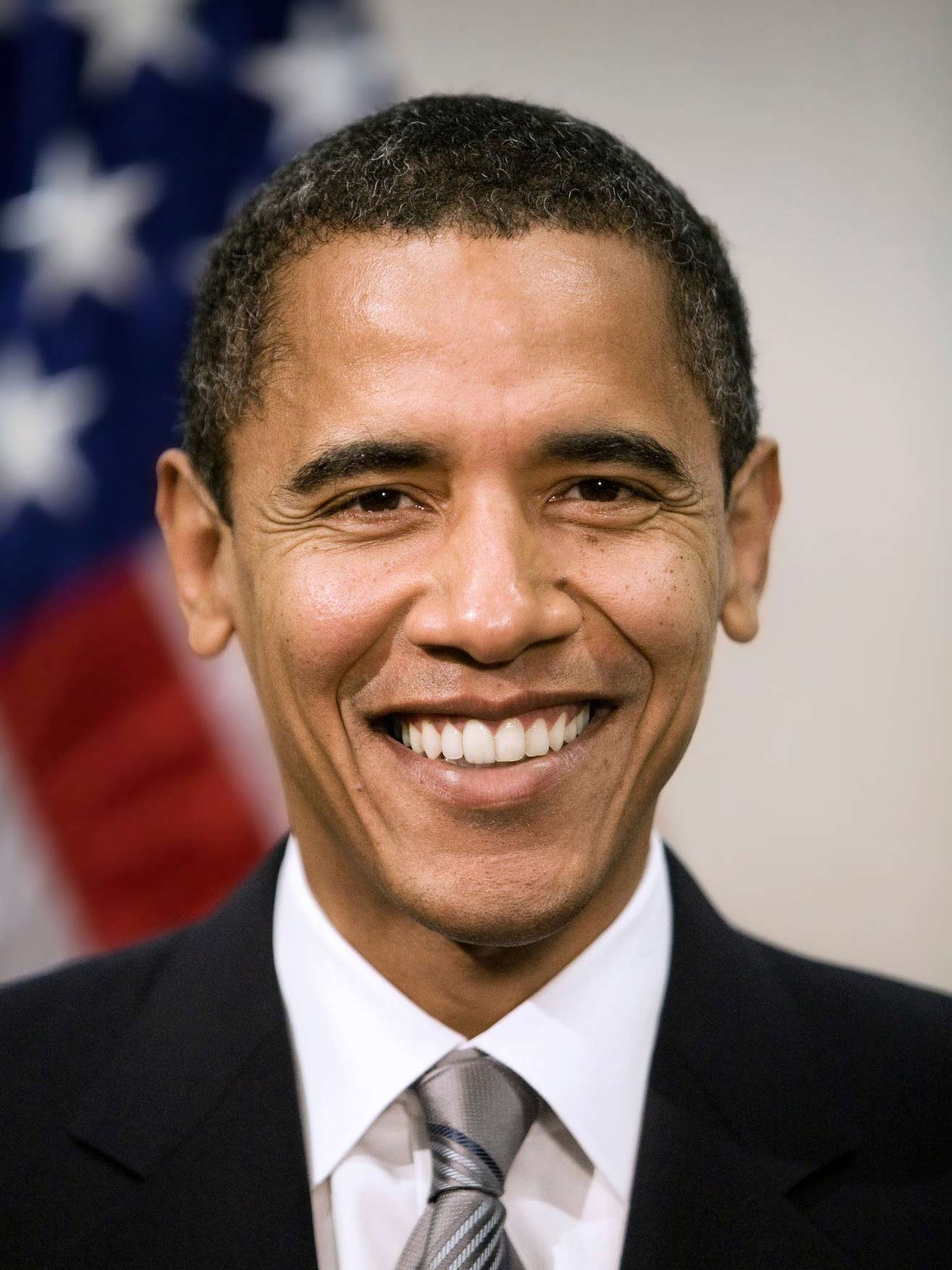
ایالات متحده آمریکا باراک اوباما، رئیس‌جمهور
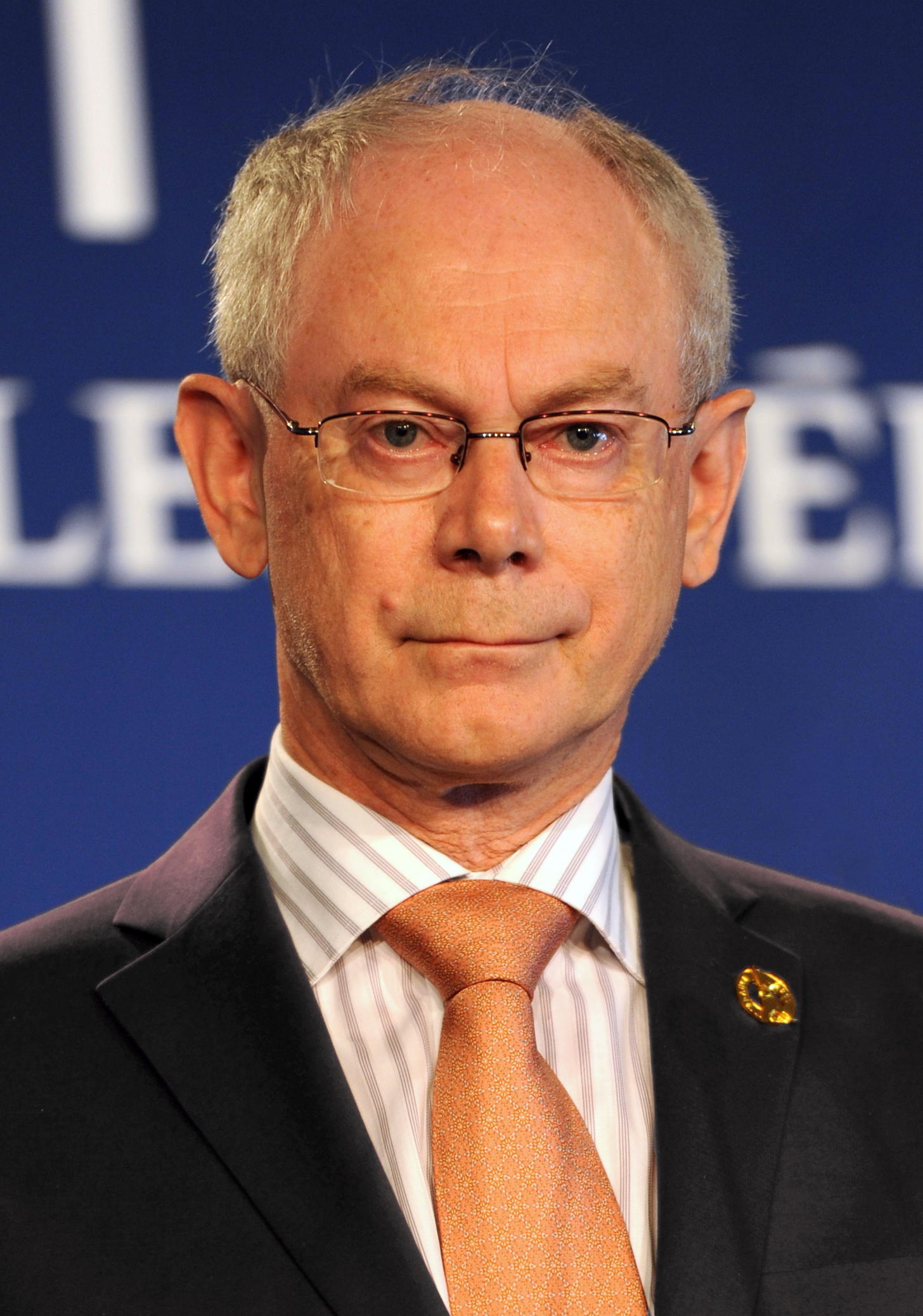
اتحادیه اروپا هرمن ون رومپوی، ریاست اتحادیه اروپا
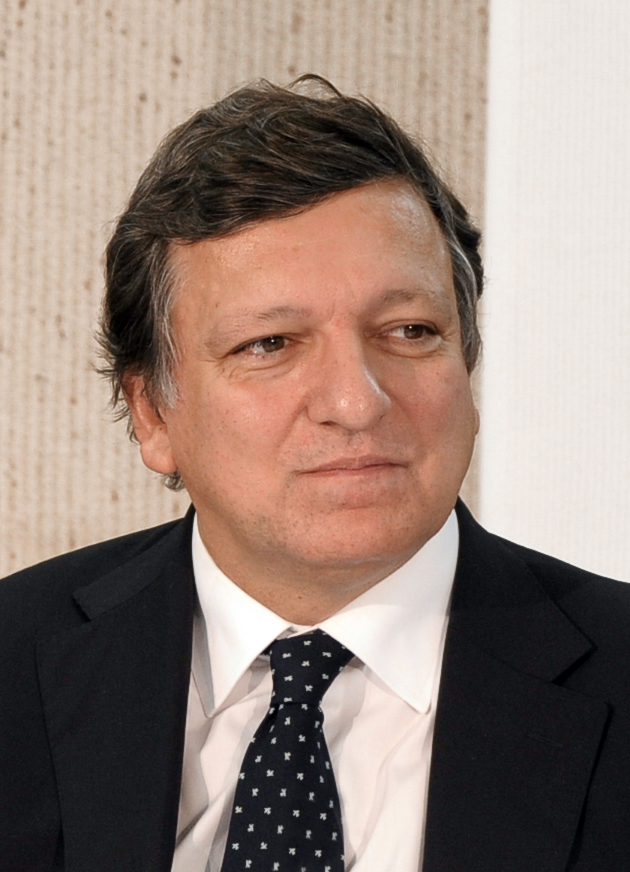
اتحادیه اروپا
ژوزه مانوئل باروزو، ریاست کمیسیون اروپا